# كارلوس مارفوري
كارلوس مارفوري
سياسي إسباني
كارلوس مارفوري إي كاييخاس (ولد في سان فيرناندو، قادش، في ١٠ نوفمبر ١٨٢١ – وتوفي في مدريد، في ٢ يونيو ١٨٩٢)، كان سياسيًا إسبانيًا، وحمل لقب "الماركيز الأول لمدينة لوخا".
السيرة الذاتية
وُلد في مدينة سان فيرناندو يوم ١٠ نوفمبر عام ١٨٢١. كان ابنًا لفرانثيسكو أنطونيو مارفوري إي رودّي، وهو نبيل إيطالي مهاجر تُوفي عندما كان كارلوس لا يزال صغيرًا، وماريا خوسيفا كاييخاس إي بافون. كان على صلة قرابة بالجنرال ناربايث، وقد تزوّج من قريبته ماريا دي لا كونثبثيون فرناندث دي كوردوبا إي كامبوس.
كان بالفعل ضابطًا في مشاة البحرية عندما عُيِّن برتبة ملازم ثانٍ بتاريخ ٢٨ سبتمبر ١٨٣٧.
شغل منصب عمدة ومحافظ مدني لمدينة مدريد عام ١٨٥٧. كما كان نائبًا في البرلمان عن منطقتي لوخا وغرناطة في عدّة دورات برلمانية بين ١٨٥٧ و١٨٨٤.
عُيِّن وزيرًا لشؤون ما وراء البحار من يونيو ١٨٦٧ حتى يونيو ١٨٦٨، كما شغل منصب وزير مؤقت للبحرية.
تقلّد العديد من المناصب الأخرى، منها: نقيب في المشاة، مشرف عام على البيت الملكي والممتلكات الملكية، مستشار دولة، حاصل على الوشاح الأكبر وقلادة وسام كارلوس الثالث، الوشاح الأكبر من وسام إيزابيل الكاثوليكية، فارس وسام القديس يوحنا الأورشليمي، وخادم شرف للملك مع مهام تنفيذية.
وُصف مارفوري بأنه كان أحد أقرب المقرّبين من الملكة إيزابيل الثانية. وقد أشار بعض المؤرخين إلى أنه كان عشيقها. وفي هذا السياق، كان أحد الشخصيات الرئيسية في سلسلة الرسوم الساخرة "البوربونيون عراة" (Los Borbones en pelota)، وهي مجموعة من الرسوم الكاريكاتيرية الإباحية التي تسخر من أفراد البلاط الملكي في القرن التاسع عشر، حيث يظهر مارفوري في عدّة رسومات ذات طابع إباحي إلى جانب الملك فرانسيسكو دي أسيس، والراهب أنطونيو ماريا كلاريت، والراهبة سور باتروثينيو.
كما كان أحد شخصيات المسرحية السياسية الساخرة "بلاط إيزابيل دي بوربون مع جميع مستشاريها" التي كتبها رامون دي توريس إي روخاس عام ١٨٦٩ خلال فترة الحكومة المؤقتة في عهد الست سنوات الديمقراطية، حيث تم تصويره فيها كشخص "انتهازي".
بعد انتصار ثورة عام ١٨٦٨، اضطر إلى الذهاب إلى المنفى، لكنه عاد إلى إسبانيا بعد بداية فترة الاستعادة البوربونية. وفي عام ١٨٩١،  عُيَّن سناتورًا مدى الحياة.
توفي عن عمر يناهز السبعين عامًا في ٢ يونيو ١٨٩٢، ودُفن في مقبرة سان لورينثو وسان خوسيه.
الأوسمة والتشريفات
ماركيز لوخا
خادم شرف للملك مع ممارسة المهام
قلادة وسام كارلوس الثالث
الوشاح الأكبر من وسام كارلوس الثالث
الوشاح الأكبر من وسام إيزابيل الكاثوليكية
فارس وسام مالطا
وسام القائد من وسام المسيح
مصادر 
```
Su apellido aparece tanto con la grafía «Calleja»[2] como con «Callejas».[3]
En el Diccionario biográfico de parlamentarios de Andalucía, 1810-1869 aparece señalado su nacimiento el 10 de noviembre de 1821 en San Fernando,[2] sin embargo, en El Siglo Ilustrado se menciona que nació en 1823, también en San Fernando.[5]
Durante el reinado de Isabel II, fue elegido diputado por el distrito granadino de Loja en 1857, 1863 y 1864, escaño que ocuparía también tras las elecciones de elecciones de 1876 —las primeras de la Restauración—; más adelante lo haría por Granada en 1879 y 1884.[9]
```

مراجع 
```
«ORDEN ECD/1074/2004, de 18 de marzo, por la que se otorga la garantía del Estado a doscientas cuarenta y siete obras para su exhibición en la sala de exposiciones temporales del Museo Arqueológico Nacional, en la exposición «Liberalismo y Romanticismo en Tiempos de Isabel II».». Agencia Estatal Boletín Oficial del Estado.
Caro Cancela, 2010, p. 170.
Fernández de Béthencourt, 1910, p. 224.
«Loja, Marqués de 28-05-1868». European Nobility. Archivado desde el original el 14 de marzo de 2016. Consultado el 13 de marzo de 2016.
«Excmo. Sr. D. Carlos Marfori». (en dominio público). El Siglo Ilustrado (Madrid) 2 (39): 1. 9 de febrero de 1868. ISSN 1577-6492.
Fernández de Béthencourt, 1907, p. 218.
Burdiel, 2012, p. 9.
Ayuntamiento de Madrid: Alcaldes de Madrid, 1842-1900.
Congreso de los Diputados de España: Archivo histórico de diputados
Instituto de historia del CSIC: Gabinetes de ministros durante el reinado de Isabel II.
Caro Cancela, 2010, p. 171.
Fernández de Béthencourt, 1910, p. 235.
«Luque (Conde de)». Anuario de la nobleza de España II: 235. 1 de enero de 1909.
«Loja (Marqués de)». Anuario de la nobleza de España II: 224. 1 de enero de 1909.
Vilar García, 2012, pp. 247, 250.
Mínguez Cornelles, 2007, p. 49.
Torres y Rojas, 1869.
Vilches García, 2006, p. 778.
Senado de España. «Expediente personal del Senador vitalicio D. Carlos Marfori y Callejas». Consultado el 16 de septiembre de 2014.
Senado de España. «Partida de Bautismo (San Fernando -Cádiz-, 10-11-1821). Copia certificada (1867-3-25)».
«Senado». La Correspondencia de España (Madrid) (12.477): 3. 4 de junio de 1892. ISSN 1137-1188.
```

مراجع 
Burdiel, Isabel, ed. (2012). Los borbones en pelota. Zaragoza: Institución Fernando el Católico. ISBN 978-84-9911-196-4.
Caro Cancela, Diego (2010). Diccionario biográfico de parlamentarios de Andalucía, 1810-1869 2. Sevilla: Centro de Estudios Andaluces. ISBN 9788493835477.
Fernández de Béthencourt, Francisco (1910). Anuario de la nobleza de España, 1909-1910. Tomo II. Madrid: Establecimiento Tipográfico de Jaime Ratés.
Fernández de Béthencourt, Francisco (1907). Historia genealógica y heráldica de la Monarquía española: Casa Real y Grandes de España. Tomo VII.
Mínguez Cornelles, Víctor Manuel (2007). «El poder y la farsa: imágenes grotescas de la realeza». Quintana: revista de estudios do Departamento de Historia da Arte (6): 39-53. ISSN 1579-7414. Archivado desde el original el 4 de marzo de 2016. Consultado el 16 de septiembre de 2014.
Torres y Rojas, Ramón de (1869). La corte de Isabel de Borbón con todos sus consejeros. Madrid.
Vilar García, María José (2012). «El primer exilio de Isabel II visto desde la prensa vasco-francesa (Pau, septiembre-noviembre 1868)». Historia contemporánea (44): 241-270. ISSN 1130-2402.
Vilches García, Jorge (2006). «La política en la literatura. La creación de la imagen pública de Isabel II en Galdós y Valle-Inclán». Historia contemporánea (33): 769-790. ISSN 1130-2402. Archivado desde el original el 14 de octubre de 2014.
روابط خارجية
```
Wikimedia Commons alberga una categoría multimedia sobre Carlos Marfori.
```